# Dustin
Dustin  è un nome proprio di persona inglese maschile.

## Varianti
- Ipocoristici: Dusty[1]

## Origine e diffusione

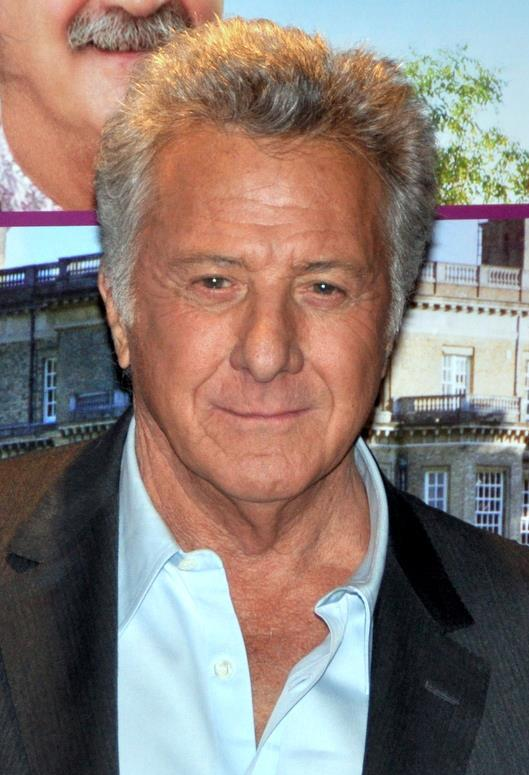
Dustin Hoffman

Riprende il cognome inglese Dustin; a sua volta, il cognome è derivato dal nome proprio di persona norreno Þórsteinn (tramite la forma Thurstan). Non vi è tuttavia alcun motivo per cui l'iniziale dell'inglese antico Th- si evolva in D-, motivo per cui gli specialisti preferiscono un'origine normanna dalla stessa fonte nordica, soprattutto perché il Domesday Book ci fornisce numerosi esempi di questo nome dopo la conquista normanna. Questo nome è attestato nel Domesday book come in Normandia sotto le forme Turstein, Torstein, Turstin, Tustin spesso latinizzato Turstinus, Tustinus. È l'origine dei cognomi normanni Tostain, Toustain, Toutain.
In alternativa potrebbe essere una variante di Duston, dal toponimo di Duston (in Northamptonshire, dai termini inglesi antichi dust, "polvere", e tun, "città").
È un nome molto noto per essere portato dall'attore statunitense Dustin Hoffman, il quale venne così chiamato in onore di un attore del cinema muto, Dustin Farnum.

## Onomastico
Non vi sono santi con questo nome, che è quindi adespota; l'onomastico può essere festeggiato il 1º novembre, in occasione di Ognissanti.

## Persone

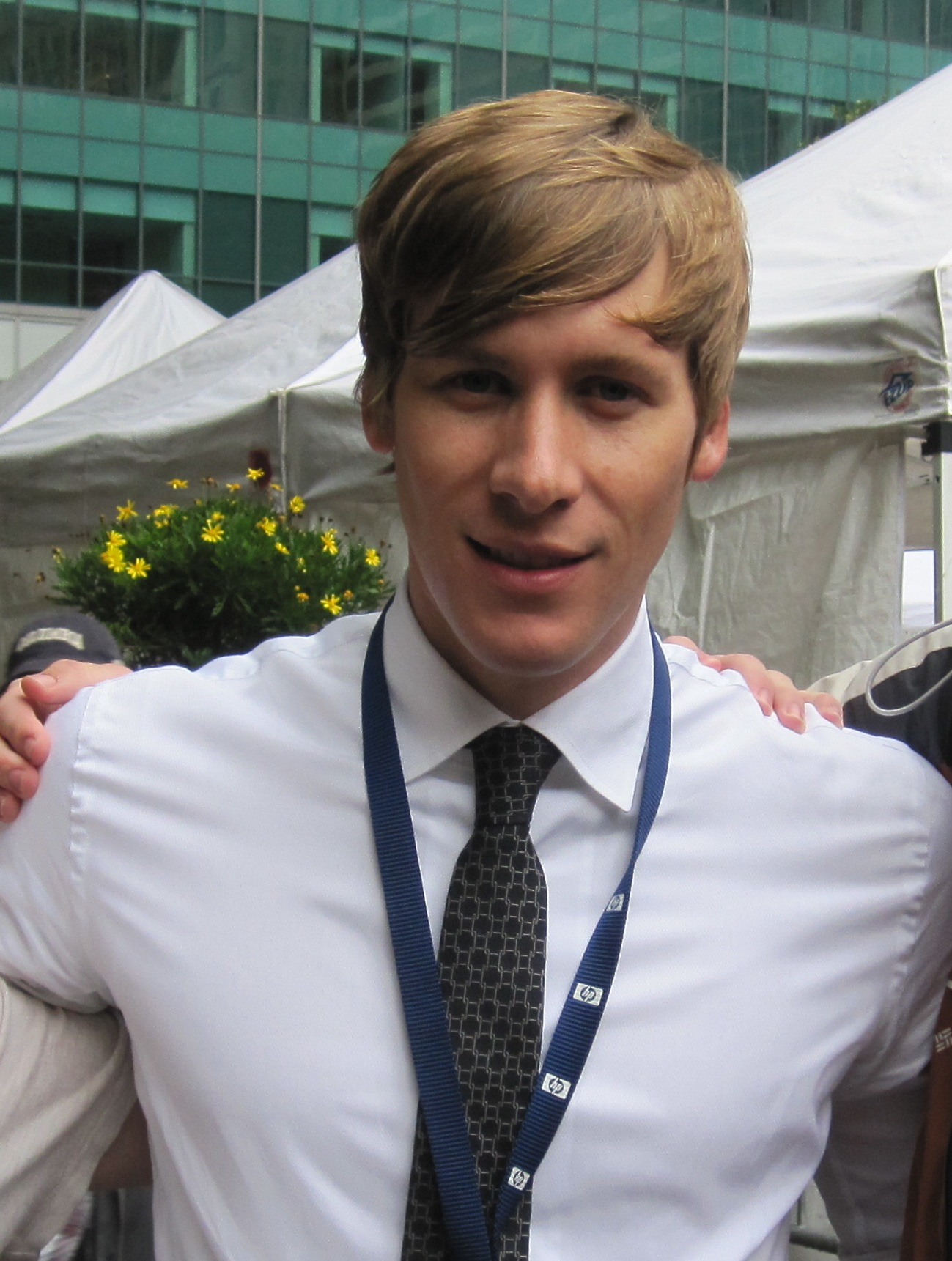
Dustin Lance Black

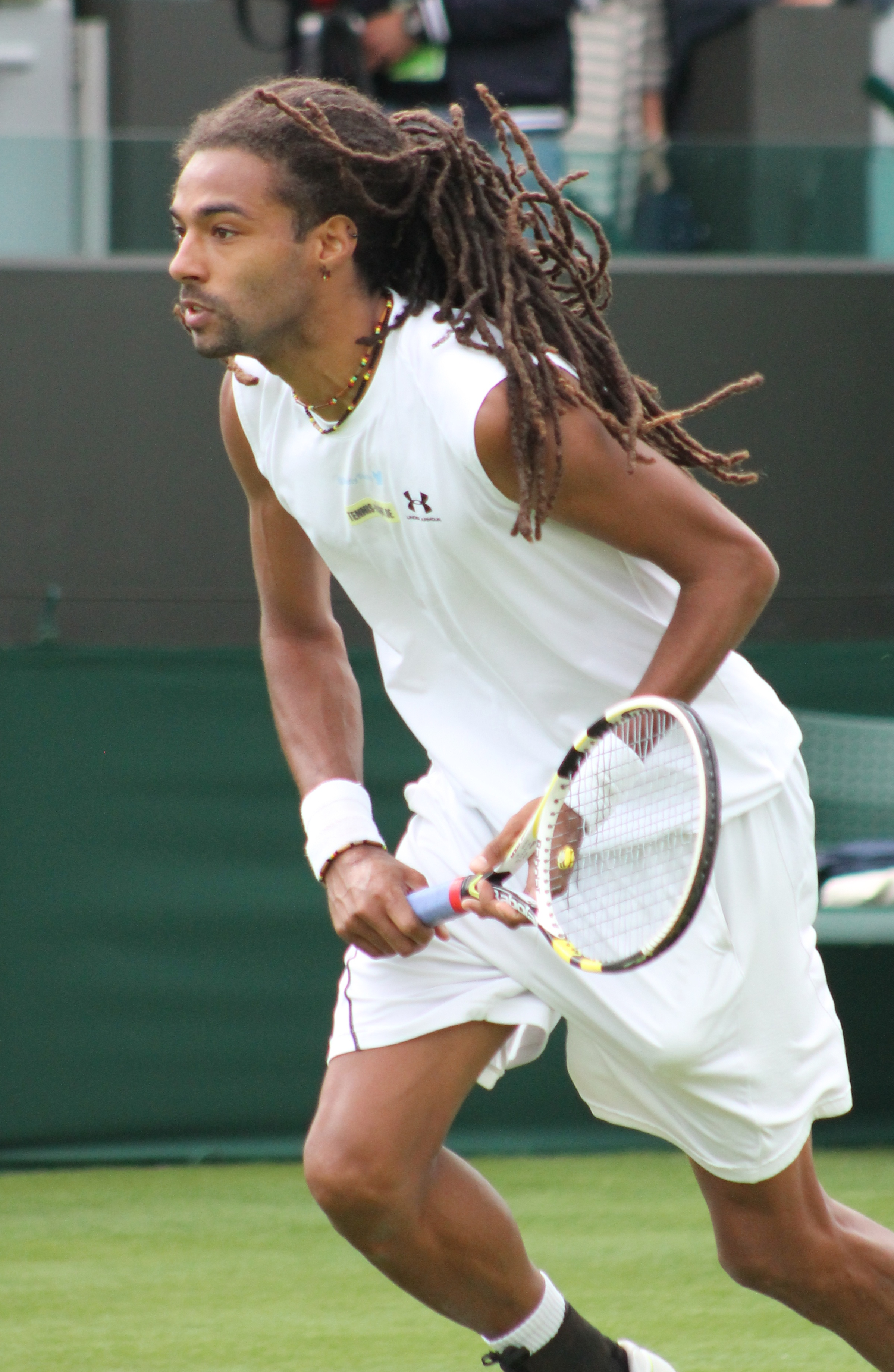
Dustin Brown

- Dustin Lance Black, sceneggiatore, regista, produttore televisivo e cinematografico e attivista statunitense
- Dustin Brown, tennista giamaicano naturalizzato tedesco
- Dustin Brown, hockeista su ghiaccio statunitense
- Dustin Clare, attore australiano
- Dustin Cook, sciatore alpino canadese
- Dustin Farnum, attore statunitense
- Dustin Hoffman, attore, regista e produttore cinematografico statunitense
- Dustin Hopkins, giocatore di football americano statunitense
- Dustin Howard, wrestler statunitense
- Dustin Johnson, golfista statunitense
- Dustin Keller, giocatore di football americano statunitense
- Dustin Milligan, attore canadese
- Dustin Moskovitz, imprenditore statunitense
- Dustin Nguyen, attore, regista, sceneggiatore e artista marziale vietnamita naturalizzato statunitense
- Dustin Nguyen, fumettista statunitense
- Dustin O'Halloran, musicista e compositore statunitense
- Dustin Poirier, artista marziale misto statunitense
- Dustin Patrick Runnels, wrestler statunitense, noto come Goldust e Dustin Rhodes
- Dustin Watten, pallavolista statunitense

## Il nome nelle arti
- Dustin the Turkey è un popolare pupazzo irlandese, mascotte televisiva nonché interprete di canzoni.